# Wellen (Beverstedt)
Wellen (niederdeutsch Wellen) ist eine Ortschaft in der Einheitsgemeinde Beverstedt im niedersächsischen Landkreis Cuxhaven.

## Geografie

Die Ortschaften in der Einheitsgemeinde Beverstedt

### Lage
Die südlich vom Fluss Lune gelegene Ortschaft befindet sich im Süden der Einheitsgemeinde Beverstedt und des Landkreises Cuxhaven an der Landesstraße 128.

### Nachbarorte
(Quelle:)

## Geschichte
Früher gehörte Wellen zur Börde Beverstedt und zum Adeligen Gericht Beverstedt. Die Neuordnung der Verwaltungsstrukturen in der mehrjährigen Franzosenzeit sorgte dann dafür, dass Wellen von der Kommune Beverstedt im gleichnamigen Kanton Beverstedt (Arrondissement Bremerlehe) verwaltet wurde. Später lag Wellen im hannöverschen Amt Beverstedt (1822–1859), Amt Lehe (1859–1885), Kreis Geestemünde (1885–1932), Landkreis Wesermünde (1932–1977) beziehungsweise Landkreis Cuxhaven. Die kommunale Selbständigkeit erlangte das Dorf 1840 mit der Bildung der Landgemeinde Wellen. Die gleichnamige Gemarkung wurde 1876 gebildet.

### Eingemeindungen
Im Zuge der Gebietsreform in Niedersachsen, die am 1. März 1974 stattfand, verlor das Dorf seine politische Selbständigkeit und wurde zu einem Ortsteil des Fleckens Beverstedt in der Samtgemeinde Beverstedt.
Am 1. November 2011 wurde Wellen eine Ortschaft im Sinne des Niedersächsischen Kommunalverfassungsgesetzes in der neugebildeten Einheitsgemeinde Beverstedt.

### Einwohnerentwicklung
| Jahr      | 1910  | 1925  | 1933  | 1939  | 1950  | 1956  | 1973  | 2016  | 2021  |
| --------- | ----- | ----- | ----- | ----- | ----- | ----- | ----- | ----- | ----- |
| Einwohner | 256   | 278   | 279   | 314   | 461   | 362   | 322   | 366   | 352   |
| Quelle    | [ 5 ] | [ 6 ] | [ 6 ] | [ 6 ] | [ 7 ] | [ 7 ] | [ 8 ] | [ 9 ] | [ 1 ] |

|  |

## Politik

### Gemeinderat und Bürgermeister
Auf kommunaler Ebene wird die Ortschaft vom Beverstedter Gemeinderat vertreten.

### Ortsvorsteher
Der Ortsvorsteher von Wellen ist Thiemo Blanck (SPD). Die Amtszeit läuft von 2021 bis 2026.

### Wappen
Der Entwurf des Kommunalwappens von Wellen stammt von dem Heraldiker und Wappenmaler Albert de Badrihaye, der zahlreiche Wappen im Landkreis Cuxhaven erschaffen hat.
| Wappen von Wellen | Blasonierung: „In Grün über einem silbernen Wellenbalken im Schildfuß ein aufgerichtetes silbernes Steinbeil mit goldenem Stiel, die Schneide nach rechts gewendet, im Halbkreis umgeben von neun stiellosen silbernen Steinbeilen, die Schneide auswärts gewendet.“  |
| Wappen von Wellen | Wappenbegründung: Die Steinbeile erinnern daran, dass 1858 vom Wellener Einwohner Hinrich Bullwinkel im Drillmoor neun Steinbeile gefunden worden sind, die im Niedersächsischen Landesmuseum in Hannover aufbewahrt werden. Der Wellenbalken weist auf die Lune hin. |

## Kultur und Sehenswürdigkeiten

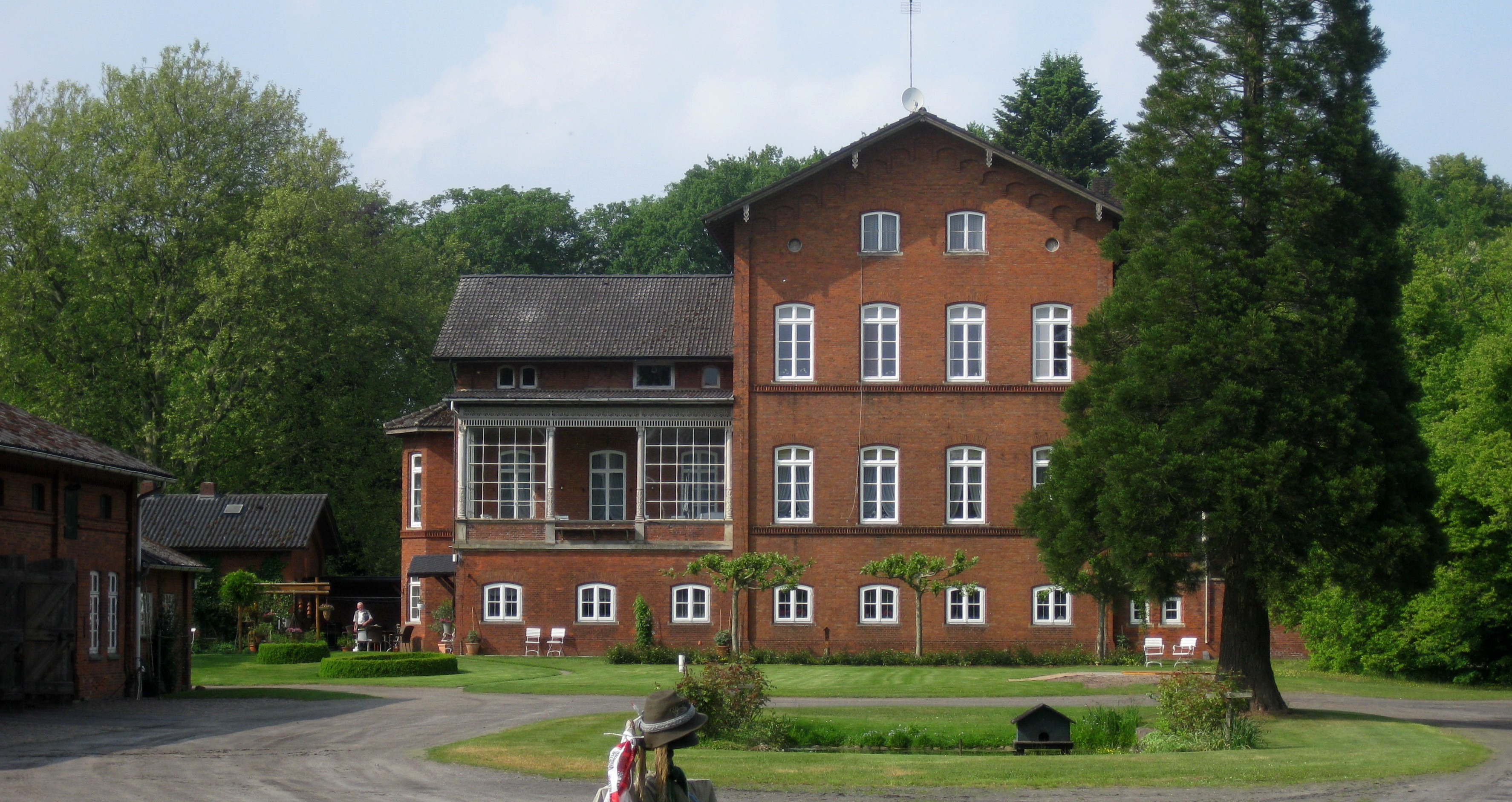
Gutshaus Nasse Straße 14

### Bauwerke
- Gutshaus Nasse Straße 14 von 1866, auch genannt Gutshaus von der Hellen
- Hofanlage Hellingster Weg 6 von 1522, bzw. 1704 und um 1750
- Wohn- und Wirtschaftsgebäude Aher Weg 20 aus dem 17. Jahrhundert
- Wohn- und Wirtschaftsgebäude Waldstraße 19 von 1796 und um 1920* Skulpturenpark Kramelheide, er bietet eine Verbindung von Natur und Kunst an[11]
- Monsilienburg, von der heute nur noch die Ringwallanlage zu erkennen ist
- Großsteingrab Wellen (wurde im 19. oder frühen 20. Jahrhundert zerstört)

### Naturdenkmale
- Baumpaar Adam und Eva: 1 Buche, 1 Eiche (Verordnungsdatum 2. Oktober 1995)

## Wirtschaft, Infrastruktur und Verkehr
Die Landschaft wird in starkem Maße von Wäldern, Mooren und landwirtschaftlichen Nutzflächen geprägt.
Die Ortschaft Wellen verfügt über eine Freiwillige Feuerwehr, einen Kindergarten und einen Sportverein.
Der Ort verfügt über ein Anruf-Sammeltaxi-System (AST). Dieses verkehrt an allen Tagen der Woche.

## Söhne und Töchter des Ortes
- Eduard von der Hellen (1863–1927), Archivar und Herausgeber
- Nikolaus Tietjen (1873–1924), Landwirt, Bürgermeister von Appeln, Abgeordneter und Mitglied der Steuereinschätzungskommission des Kreistags Geestemünde, er veranlasste während der notgeprägten Inflationsjahre 1921/22 die Ausgabe der sog. „Söben-Dörper-Schiene“ (Sieben-Dörfer-Scheine) in Appeln, Frelsdorf, Frelsdorfermühlen, Meyerhof, Osterndorf, Wehldorf und Wollingst.